# ماي مياجي
ماي مياجي (باليابانية: 宮城舞؛ بالكانا: みやぎ まい) هي عارضة أزياء يابانية، ولدت في 19 فبراير 1988 في كاناغاوا في اليابان.

## وصلات خارجية
- ماي مياجي على موقع IMDb (الإنجليزية)